# Escut de Lluçà
L'escut oficial de Lluçà té el següent blasonament:
| « | Escut caironat: d'or, un castell d'atzur obert, acostat de dues barjoletes de gules. Per timbre, una corona de baró. | » |

## Història
Va ser aprovat el 25 de febrer de 1997 i publicat al Diari Oficial de la Generalitat de Catalunya el 27 de març del mateix any amb el número 2360.
El castell de Lluçà, representat a l'escut, fou el centre d'una baronia al segle xiv, fet al qual al·ludeix la corona. Les dues barjoletes a banda i banda provenen de les armes dels Saportella, barons de Lluçà.